# Podawanie
Podawanie – druga operacja po donoszeniu w procesie zasilania broni.
Polega na wyłuskaniu naboju z więzów łączących go z donośnikiem magazynu amunicyjnego i przemieszczeniu na linię dosyłania. Ma zastosowanie w zmechanizowanych układach zasilania amunicją dział wozów bojowych i broni strzeleckiej, która jest przystosowana do zasilania taśmowego nabojów posiadających łuski z wystającą kryzą. Nie występuje w prostych układach zasilania. 